# Perry Miller (Historiker)
Perry Gilbert Eddy Miller (geboren am 25. Februar 1905 in Chicago, Illinois; gestorben am 9. Dezember 1963 in Cambridge, Massachusetts) war ein amerikanischer Geschichts- und Literaturwissenschaftler. Er war einer der Mitbegründer der American Studies als eigenständiger akademischer Disziplin.

## Leben und Werk
1923 brach Miller noch in seinem ersten Studienjahr sein Studium an der University of Chicago ab und entschloss sich für ein Vagabundenleben. Nach einer Odyssee durch die USA landete er an Bord eines Öltankers im Belgisch-Kongo, wo sich ihm nach eigener Angabe in einem epiphanischen Moment seine Lebensaufgabe offenbarte: er sollte die Ursprünge des amerikanischen Wesens aufspüren und dabei mit den neuenglischen Puritanern beginnen. Sodann kehrte er an seine Alma Mater zurück, wo er 1928 seinen Abschluss erhielt. Er setzte seine Forschungen an der Harvard University fort, an der er 1931 promovierte. Ab 1931 bis zu seinem Tode lehrte er dort auch.
Miller schrieb vor allem über die Puritaner Neuenglands und über die Kontinuität ihrer Rhetorik und Geisteshaltung etwa bei den Transzendentalisten des 19. Jahrhunderts oder auch bei Herman Melville. 1966 erhielt er postum den Pulitzer-Preis in der Kategorie Geschichte für sein unvollendet gebliebenes Werk Life of the Mind in America: From the Revolution to the Civil War, einer umfassenden Geistesgeschichte der USA. Er schrieb zudem Biographien über Jonathan Edwards und Roger Williams.

## Mitgliedschaften
1943 wurde Miller in die American Academy of Arts and Sciences gewählt. 1956 wurde er als gewähltes Mitglied in die American Philosophical Society aufgenommen.

## Werke
- Orthodoxy in Massachusetts, 1630-1650: A Genetic Study. Harvard University Press, Cambridge MA 1933.
- (mit Thomas H. Johnson): The Puritans.  American Book Company, New York 1938.
- The New England Mind: The Seventeenth Century. Macmillan, New York 1939.
- Jonathan Edwards. W. Sloane Associates, New York 1949.
- Society and Literature in America. University of Leiden Press, Leiden 1949.
- (Hrsg.): The Transcendentalists: An Anthology.
- The New England Mind: From Colony to Province. Harvard University Press, Cambridge MA 1953.
- Roger Williams: His Contribution to the American Tradition. Bobbs-Merrill, Indianapolis 1953.
- Errand into the Wilderness. Belknap Press of Harvard University Press, Cambridge MA 1956.
- (Hrsg.): The American Puritans: Their Prose and Poetry. Doubleday, Garden City NY 1956.
- The American Transcendentalists, Their Prose and Poetry. Doubleday, Garden City NY 1957.
- The Raven and the Whale: Poe, Melville and the New York Literary Scene. Harcourt, Brace, New York 1957.
- (Hrsg.): Consciousness at Concord: The Text of Thoreau's Hitherto 'Lost Journal' (1840-1841). Together with Notes and a Commentary. Houghton Mifflin, Boston 1958.
- (Hrsg.): The Golden Age of American Literature. Braziller, New York 1959.
- (Hrsg.): Philip Schaff: America. Harvard University Press, Cambridge MA 1961.
- (Hrsg.): The Legal Mind in America: From Independence to the Civil War. Doubleday, Garden City NY 1961.
- (Hrsg.): Margaret Fuller: American Romantic. Doubleday, Garden City NY 1963.
- The Life of the Mind in America from the Revolution to the Civil War. Harcourt, Brace & World, New York 1965.
- (Hrsg. mit Alan Heimert): The Great Awakening: Documents Illustrating the Crisis and Its Consequences. Bobbs-Merrill, Indianapolis 1967.
- Nature's Nation. Harvard University Press, Cambridge MA 1967.
- The Responsibility of Mind in a Civilization of Machines: Essays. Hrsg. von John Crowell und Stanford J. Searl, Jr. University of Massachusetts Press, Amherst 1979.

## Sekundärliteratur
- Francis T. Butts: The Myth of Perry Miller. In: American Historical Review 87, 1982, S. 665–694.
- Robert Middlekauff: Perry Miller. In: Marcus Cunliffe und Robin W. Winks (Hrsg.): Pastmasters: Some Essays on American Historians. Harper & Row, New York 1969, S. 167–190.
- Murray G. Murphey: Perry Miller and American Studies. In: American Studies 42:2, 2001. S. 5–18.
- Stephen C. Schlesinger (Hrsg.): Perry Miller and the American Mind. Harvard Review 2:2, 1964 (Sonderheft anlässlich des Todes Millers).